# Laura de la Trinidad y San Sergio
El monasterio de la Trinidad y San Sergio (en ruso Тро́ице-Се́ргиева ла́вра;  o Tróitse-Sérguieva lavra) en la ciudad de Sérguiyev Posad (antiguo Zagorsk) es un importante monasterio ruso y centro espiritual de la iglesia ortodoxa rusa. Sérguiev Posad se encuentra a unos 70 kilómetros al noreste de Moscú en la carretera que va a Yaroslavl. Actualmente alberga a unos 300 monjes. Según la Unesco, que lo declaró Patrimonio de la Humanidad en 1993, se trata de «un buen ejemplo de monasterio ortodoxo en funcionamiento, con rasgos militares típicos de los siglos XV al XVIII, período durante el que se desarrolló».
La iglesia principal de la laura (monasterio), la catedral de la Asunción, recuerda la homónima catedral del Kremlin y alberga las tumbas de los Godunov. 
Siendo monje de la Laura, Andréi Rubliov pintó, para el iconostasio de la catedral, su más célebre icono La Trinidad que actualmente se expone en la Galería Tretiakov de Moscú.

## Enlaces externos

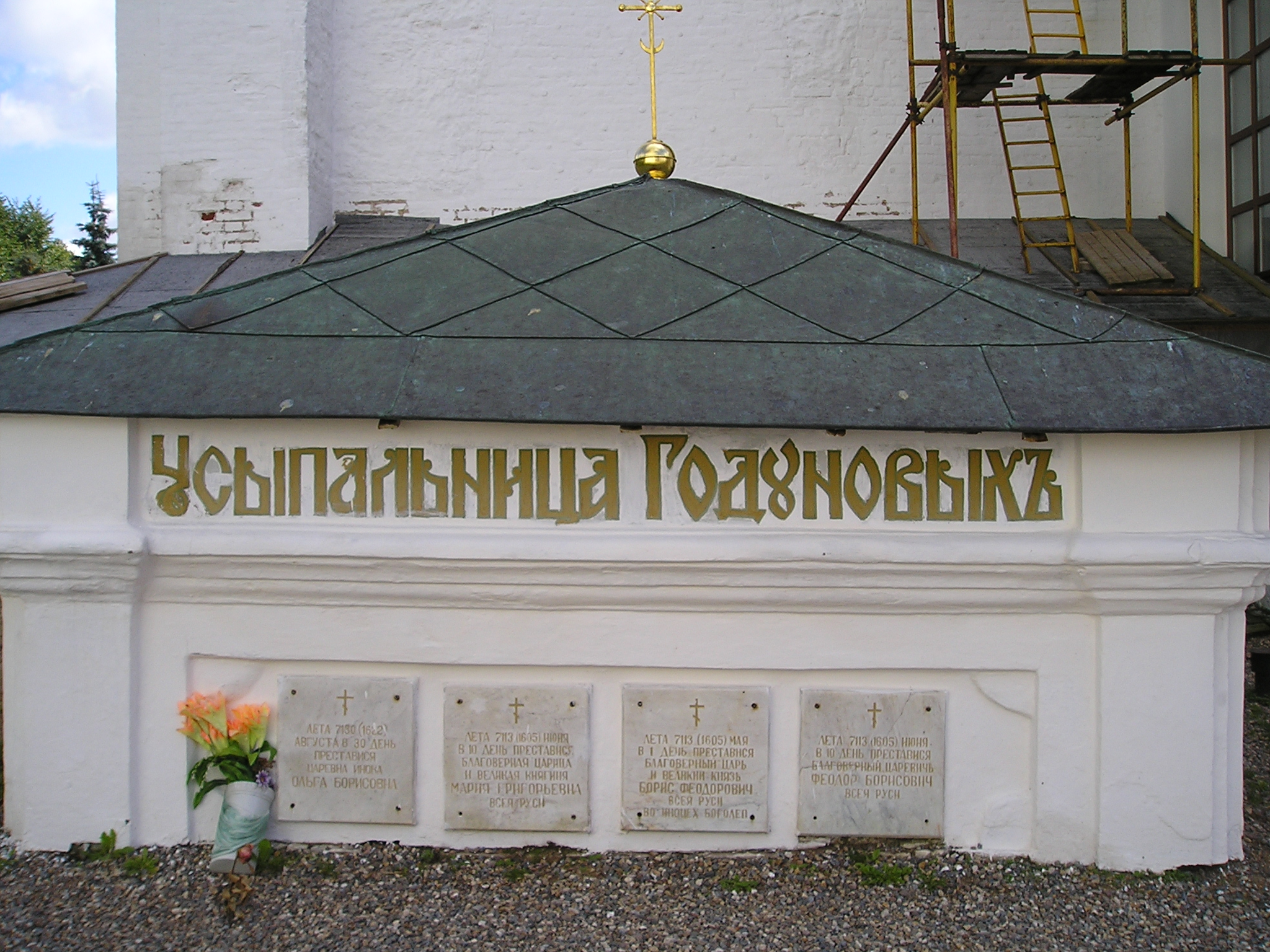
Tumbas de la familia de los Godunov en Sérguiyev Posad.

## Bienes inscritos por la Unesco
| Código  | Nombre                                                              | Coordenadas                                      |
| ------- | ------------------------------------------------------------------- | ------------------------------------------------ |
| 657-001 | Monasterio de la Trinidad y de San Sergio                           | 56°18′37.3″N 38°07′52.3″E / 56.310361, 38.131194 |
| 657-002 | La Iglesia de Paraskeva la Piátnitsa (la Iglesia Piátnitskaya)      | 56°18′29.0″N 38°07′57.9″E / 56.308056, 38.132750 |
| 657-003 | La Iglesia de la Presentación en el Templo (la Iglesia Vvedénskaya) |                                                  |
| 657-004 | La capilla sobre el Pozo Piátnitski                                 |                                                  |
| 657-005 | La capilla de la Colina Roja (la Capilla Krasnogórskaya)            |                                                  |
| 657-006 | El patio de las Caballerizas (el Patio Koniúsheni)                  | 56°18′49.3″N 38°08′07.8″E / 56.313694, 38.135500 |